# Davene
Davene é uma indústria brasileira de cosméticos e produtos para higiene pessoal, localizada na cidade de Diadema na Região Metropolitana de São Paulo. Atua desde 1976 e é uma das empresas mais conceituadas deste segmento no país.